# Formatie van Seilles
De Formatie van Seilles is een geologische formatie uit het Dinantiaan (Vroeg-Carboon) in het oosten van België. De formatie bestaat voornamelijk uit kalkareniet en komt alleen voor in het Synclinorium van Verviers, het gebied ten zuiden van de lijn Luik-Aken. Hier dagzoomt ze net als andere gesteentelagen uit het Carboon in langgerekte banden als gevolg van de Hercynische plooien en overschuivingen in het gebied.

## Stratigrafie
De Formatie van Seilles ligt boven op de Formatie van Lives. Beide formaties worden tot de Groep van Juslenville gerekend. Aan de basis ligt soms een dunne laag conglomeraat. Daarop volgen lagen van lichtgrijze kalkareniet, een verschil met de donkerdere kalksteen van de Formatie van Lives. De lagen zijn afwisselend bioklastisch of bevatten oöiden. Ook komen kalk-lutietlagen voor. In de arenietlagen komt veel cross-bedding voor. Individuele bedden worden vaak van elkaar gescheiden door erosievlakken. Vaak ook komen trogvormige insnijdingen voor waar een rivierloop zich in het oudere bed heeft ingesleten. 
In totaal is de Formatie van Seilles ongeveer 80 tot 90 meter dik. Ze ligt onder de Formatie van Ronde-Haie of direct onder de Steenkoolgroep.
De Formatie van Seilles wordt op basis van koralen en foraminiferen bij het Liviaan gerekend (de middelste subetage in het Viséaan, rond 340 miljoen jaar oud).
In de synclinoria van Dinant en Namen ligt boven op de Formatie van Lives niet de Formatie van Seilles maar de Formatie van de Bonne (Groep van de Hoyoux).